# Casimir Świątek
Pour les articles homonymes, voir Swiatek.
Casimir Świątek, né à Walk en Estonie le 21 octobre 1914, et mort le 21 juillet 2011, est un cardinal, archevêque émérite de Minsk, en Biélorussie.

## Biographie

### Prêtre
Il est ordonné prêtre pour le diocèse de Pinsk, en Biélorussie, le 8 avril 1939.
Il ne tarde pas à être persécuté par les nazis, étant emprisonné dès 1941,  puis par les occupants soviétiques : il est condamné aux travaux forcés en Sibérie, et passe 10 années au goulag, de 1944 à 1954.

### Évêque
Le 13 avril 1991, peu après la chute du rideau de fer, il est nommé archevêque de Minsk-Mohilev, en Biélorussie. Il est consacré le 21 mai suivant. Il est le premier à occuper cette charge depuis 1925. Il assume cette charge jusqu'à l'âge de 91 ans, démissionnant le 14 juin 2006.

### Cardinal
Il est créé cardinal, non électeur, par Jean-Paul II lors du consistoire du 26 novembre 1994 avec le titre de cardinal-prêtre de S. Gerardo Maiella.

## Succession apostolique
Casimir Świątek a ordonné les évêques suivants :
- Évêque Antoni Dziemianko (pl) (1998)
- Évêque Kazimierz Wielikosielec (pl), O.P. (1999)
- Évêque Władysław Blin (pl) (1999)
- Évêque Cyryl Klimowicz (1999)

## Distinctions
Il reçoit le prix Paul VI le lundi 27 septembre 2004, le prix "Témoin de la Foi" ou Fidei Testis des mains de Jean-Paul II qui a rappelé les étapes de son "Chemin de Croix".
Il a été élevé à la dignité commandeur de la Légion d'honneur en 2006.